# Krzyżanów (powiat piotrkowski)
Krzyżanów – wieś w Polsce położona w województwie łódzkim, w powiecie piotrkowskim, w gminie Wola Krzysztoporska.
Wieś duchowna, własność opactwa cystersów w Sulejowie położona była w końcu XVI wieku w powiecie piotrkowskim województwa sieradzkiego.
6 września 1939 żołnierze niemieccy z 1 Dywizji Pancernej zamordowali we wsi 10 osób, 9 ofiar było uciekinierami z innych regionów Polski. 
Do 1953 roku istniała gmina Krzyżanów. W latach 1975–1998 miejscowość należała administracyjnie do województwa piotrkowskiego.
Zobacz też: Krzyżanów, Krzyżanowo, Krzyżanówek, Krzyżanówka